# Ненсі Дрю: Скарб королівської вежі
Скарб королівської вежі — це четверта частина серії пригодницьких ігор Ненсі Дрю від Her Interactive.
Гравці діють від першої особи головної героїні, детектива-аматорки Ненсі Дрю. Мета гри — розгадати таємницю, досліджуючи локації, допитуючи підозрюваних, розгадуючи головоломки та знаходячи підказки.
Гра має два рівні складності: «молодший детектив» і «старший детектив». Вони не впливають на сюжет гри, але визначають складність головоломок та можливість отримувати підказки від персонажів. Літературною основою гри є книга The Treasure in the Royal Tower (1995).

## Сюжет
Ненсі Дрю приїжджає на гірськолижний курорт Wickford Castle у Вісконсині. Незабаром після її прибуття історична бібліотека замку була розгромлена, а одна із гостей заявляє, що її кімнату пограбували. Готель замітає снігом, тож головна героїня береться за розслідування цих події. До того ж виявляється, що попередній власник готелю переніс до нього цілу вежу Марії-Антуанетти з замку Рошемон у Франції, але вхід у вежу прихований і закритий. Ненсі потрібно досліджувати замок у пошуках підказок і знайти шлях до вежі королеви.

### Персонажі
- Ненсі Дрю — 18-річна детектив-любитель із вигаданого містечка Рівер-Гайтс у США. Вона єдиний ігровий персонаж, гравець повинен розгадати таємницю з її точки зору.
- Декстер Іган — управник замку, який керує готелем й допомагає вирішити побутові проблеми.
- Жак Бруне — французький олімпійський лижник «на пенсії», працює інструктором у замку Вікфорд. Його прадід допоміг підготувати вежу замку до відправлення до Вісконсіна, тож, можливо, його зв'язки із замком глибші, ніж здається на перший погляд.
- Ліза Острум — фотожурналістка, прибула в замок, аби написати статтю про старі особняки Середнього Заходу. Вона любить пліткувати, і, здається, її дуже цікавить вежа замку. Чи могла вона мати прихований мотив, щоб вибрати цей замок для своєї історії?
- Професорка Беатріс Гочкісс — ексцентрична жінка, яку пограбували, але вона відмовляється виходити з кімнати, щоб поговорити з ким-небудь про те, що сталося. Балакуча та обізнана, вона є історикинею, яка спеціалізується на Марії Антуанетті. Вона намагається зберегти скарб, захований приреченою королевою, для себе?

## Сприйняття та критика
За даними PC Data, протягом 2001 року в Північній Америці було продано 42 363 копії Treasure in the Royal Tower і ще 18 301 одиницю продали за перші три місяці 2002 року Його продажі в області за 2003 рік склали 36 847 шт. Тільки в Сполучених Штатах комп'ютерна версія гри була продана від 100 000 до 300 000 одиниць до серпня 2006 року Сумарні продажі серії пригодницьких ігор «Ненсі Дрю» досягли 500 000 примірників у Північній Америці до початку 2003 року, а комп'ютерні записи досягли 2,1 мільйона продажів тільки в Сполучених Штатах до серпня 2006 року.